# Lago Hui Hui
Hui Hui es un lago ubicado en el departamento Aluminé de la provincia del Neuquén, Argentina.
Se encuentra en las cercanías del lago Quillén, a tan solo 5 kilómetros y al pie de la cordillera de los Andes. Está rodeado de densos bosques de coníferas y fagaceas. El origen de este lago es -como el de muchos otros de la Patagonia andina-  glaciario.

Su efluente, el río Hui Hui desemboca en el lago Quillen. Está controlado por la Administración de Parques Nacionales, ya que se encuentra dentro del Parque nacional Lanín y no permiten el acampe, ni hacer fuego en sus orillas. 

En el lago hay salmónidos, especialmente trucha arcoíris y trucha fontinalis, es vedado por temporadas.

## Toponimia
- Hui Hui  en Idioma mapuche significa voz de ranitas o sapitos.